# Пічкар Олександр Петрович
Олекса́ндр Петро́вич Пічка́р — старший сержант Збройних сил України.

## Нагороди
За особисту мужність і високий професіоналізм, виявлені у захисті державного суверенітету та територіальної цілісності України, вірність військовій присязі, відзначений — солдат Олександр Пічкар нагороджений
- орденом «За мужність» III ступеня (31.7.2015)